# Odon de Poznań
Pour les articles homonymes, voir Odon et Poznań (homonymie).
Odon de Poznań (en polonais Odon Poznański) appelé aussi Odon (Odo) de Grande-Pologne, de la dynastie des Piasts, est né vers 1145 et décédé le 20 avril 1194. Il est le fils du duc de Grande-Pologne Mieszko III le Vieux et de sa première épouse Élisabeth de Hongrie.

## Biographie
Odon de Poznań a été duc de Poznań (1177/1179-1181), duc du sud de la Grande-Pologne (1177/1179-1194) et duc de Kalisz (1193-1194).
Son nom est mentionné pour la première fois sur un document adopté par les ducs polonais le 21 mai 1161 à Łęczyca.
En 1177, en Petite Pologne, Odon rejoint la révolte contre son père qu'il accusait de vouloir favoriser les enfants de son second mariage avec Eudoxie. Il voulait donc obtenir le duché de Grande Pologne par la force. Casimir II le Juste qui monte sur le trône de Cracovie lui offre Poznań. Odon poursuit la guerre contre son père jusqu'en 1179, l'obligeant à abdiquer et à fuir.
En 1181, Mieszko III le Vieux attaque la Grande Pologne avec les Poméraniens et oblige son fils Odon à lui rendre la Grande Pologne avec Poznań. Il ne laisse à son fils aîné que le sud de la Grande Pologne.
On ne sait pas grand-chose sur la manière dont Odon administrait son duché. Des pièces de monnaie sont parvenues jusqu'à nous avec la mention Odo Dvx (Duc Odon).
Lorsque son jeune frère Mieszko le Jeune décède le 2 août 1193, il lui succède à Kalisz avec l'accord de son père.
Odon de Poznań meurt le 20 août 1194 et est inhumé dans la cathédrale de Poznań.
Son fils, Ladislas Odonic, étant trop jeune pour régner, la régence dans son duché du sud de la Grande Pologne est assurée par son demi-frère Ladislas III de Pologne tandis que Mieszko le Vieux reprend le duché de Kalisz.

## Mariage et descendance
Vers 1184, Odon épouse Wyszesława (pl), fille du prince Iaroslav Ier Osmomysl qui lui donne trois enfants :   
- Ladislas Odonic ;
- Ryksa (v. 1191 – 18 novembre après 1238) ;
- Euphrosyne (v. 1192/94 – 23 août 1235), mariée v. 1225 à Świętopełk II, duc de Poméranie.